# Michael Artin

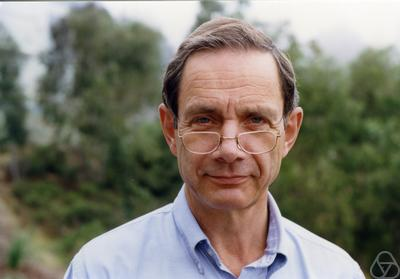
Michael Artin in Berkeley

Michael Artin (* 28. Juni 1934 in Hamburg) ist ein US-amerikanischer Mathematiker mit Forschungsschwerpunkt in algebraischer Geometrie und Algebra.

## Leben und Werk
Michael Artin wurde 1934 als Sohn des berühmten Mathematikers Emil Artin und dessen Frau Natascha in Hamburg-Langenhorn geboren; sein jüngerer Bruder ist der Jazz-Musiker und Fotograf Tom Artin. 1937 verließ die Familie Deutschland in Richtung USA, da Artins Mutter Jüdin war. Er entschied sich (nach eigenen Worten ohne Einflussnahme seines Vaters), Mathematik zu studieren, und wurde 1960 an der Harvard University bei Oscar Zariski mit der Dissertation On Enriques’ Surfaces promoviert. In Harvard und am IHES war er Teilnehmer des Seminars von Alexander Grothendieck. Mit Grothendieck und Jean-Louis Verdier verfasste er den vierten Band des Séminaire de géométrie algébrique du Bois Marie (SGA) – 1963–64 über Topos-Theorie und Étale Kohomologie. Später war er Professor am MIT. 1966 wurde er Sloan Research Fellow.
Artin entwickelte das Konzept der Étalen Kohomologie Anfang der 1960er Jahre in Austausch mit Alexander Grothendieck, nachdem er dessen Vorlesung in Harvard 1961 besucht hatte, und dann im SGA Seminar 1963/64 zusätzlich mit Verdier am IHES.
Mit seinem Konzept des „algebraic space“ erweiterte er das Schema-Konzept von Grothendieck, was insbesondere für das Studium von Modulräumen und in der algebraischen Geometrie fruchtbar war (Deformationstheorie). Zentral ist hier das artinsche Approximationstheorem über die Näherung formaler Potenzreihen durch algebraische Funktionen. Mit Peter Swinnerton-Dyer löste er 1973 die Shafarevich-Tate-Vermutung für elliptische {\displaystyle K3}-Flächen. Ab den 1980er Jahren beschäftigte er sich mit nichtkommutativer Algebra und nichtkommutativer algebraischer Geometrie. Er ist auch für sein Algebra-Lehrbuch bekannt, ein Standardwerk.
1966 hielt er einen Plenarvortrag auf dem Internationalen Mathematikerkongress (ICM) in Moskau (The Etale Topology of Schemes) und 1970 war er Gastredner auf dem ICM in Nizza (Construction techniques of algebraic spaces).

## Ehrungen
1969 wurde Artin in die American Academy of Arts and Sciences gewählt, 1977 in die National Academy of Sciences. 2002 gewann er für sein Lebenswerk den Leroy P. Steele Prize. 2013 wurde er mit Wolf-Preis für Mathematik ausgezeichnet, Anfang 2016 wurde er mit der National Medal of Science ausgezeichnet. Er ist Fellow der American Mathematical Society und der American Association for the Advancement of Science sowie Mitglied der Society for Industrial and Applied Mathematics.

## Schriften
- Michael Artin: Algebra (= Birkhäuser Advanced Texts Basler Lehrbücher). Birkhäuser, Basel 1998, ISBN 978-3-7643-5938-6.
  - Michael Artin: Algebra (= Pearson modern classic). Second edition Auflage. Pearson, New York, New York 2018, ISBN 978-0-13-468960-9 (englisch).
- M. Artin, B. Mazur: Etale Homotopy (= Lecture Notes in Mathematics. Nr. 100). Springer Berlin Heidelberg, Berlin, Heidelberg 1969, ISBN 978-3-540-04619-6, doi:10.1007/BFb0080957.